# This House Is Not for Sale
This House Is Not for Sale ist das 14. Studioalbum der US-amerikanischen Rockband Bon Jovi, das am 4. November 2016 von Island Records veröffentlicht und am 23. Februar 2018 mit zwei neuen Songs re-released wurde.

## Hintergrund
Am 21. August 2015 brachten Bon Jovi ihr Album Burning Bridges auf den Markt, das von der Band selbst als Fan-Album bezeichnet wurde. Es enthält sechs Songs, die während der Aufnahmen für frühere Alben entstanden waren und fünf neue Songs. Wie Jon Bon Jovi am Tag nach der Veröffentlichung erklärte, wurde es veröffentlicht, um seinen auslaufenden Plattenvertrag mit Mercury Records bzw. dessen Nachfolger Island Records zu erfüllen, mit denen der Sänger für 32 Jahre zusammengearbeitet hatte. Der Titelsong des Albums handelt davon, dass dies ein letzter Song sei, den „sie“ verkaufen könnten. Unter den neuen Songs war Who Would You Die For, der erst den Arbeiten für das Folgealbum von Burning Bridges entstanden war, das Bon Jovi im selben Interview zusammen mit einer Tour für das Frühjahr 2016 ankündigte. Er erklärte, dass seit dem letzten Album viel passiert gewesen sei und er dadurch viel hätte, über das er schreiben könne. Als Beispiel nannte Bon Jovi, neben den Problemen mit dem Label, seinen Versuch, im Jahr 2014 zusammen mit einer Gruppe von Investoren aus Toronto, das Football-Team Buffalo Bills zu kaufen. Jon Bon Jovi, der in der Vergangenheit bereits Besitzer des AFL-Teams Philadelphia Soul gewesen war, hatte jedoch die Bietergruppe vorzeitig verlassen, deren Angebot später ebenso unterlegen war, wie das von Mit-Bieter Donald Trump. Ein weiterer Einfluss sei der „plötzliche Weggang“ des Gitarristen und Gründungsmitglieds Richie Sambora gewesen, der die Band während der Because-We-Can-Tour bereits im Jahre 2013 verlassen hatte. Das angekündigte Album würde das erste reguläre Studioalbum der Band werden, an dem Sambora nicht beteiligt war. Auf Burning Bridges wird er noch als Co-Autor des für The Circle (2009) geschriebenen Songs Saturday Night Gave Me Sunday Morning geführt.
Abgesehen von neun Konzerten in Asien und dem Mittleren Osten, gab es zu Burning Bridges keine Tournee. Anlässlich einer Pressekonferenz in der malaysischen Hauptstadt Kuala Lumpur erwähnte die Band am 30. September 2015 den Albumtitel This House Is Not for Sale und kündigte eine Veröffentlichung im März 2016 an. Jon Bon Jovi sagte, dass sie mit dem Album zurück zu ihren Wurzeln gehen würden, damit waren die Avatar-Studios in Manhattan gemeint, in denen ein Teil der Songs aufgenommen wurde und die bis 1996 den Namen The Power Station trugen. Hier hatte 1980 die Karriere von Jon Bon Jovi begonnen, als dieser von seinem Cousin Tony Bongiovi dort nicht nur eine Art Hausmeister-Job angeboten bekommen, sondern auch die Chance erhalten hatte, kostenlose Demoaufnahmen durchzuführen. Zudem hatte die Band dort ihr Debütalbum Bon Jovi aufgenommen. Während die Musiker vor diesem Album ihre Aufnahmen zu verschiedenen Zeiten bzw. in verschiedenen Studio-Räumen durchgeführt hatten, sei dies inzwischen nicht mehr der Fall. Das Album beschreibe die Integrität der Band und Integrität sei wichtig. Die Band befände sich auf einer Stufe ihrer Karriere, auf deren Niveau sie nichts mehr zu beweisen hätte; die Musiker fühlten sich wohl und hätten Vertrauen in ihre Arbeit.
Bei mehreren Auftritten im Rahmen einer Akustik-Solo-Tour im März und April 2016 beantwortete Jon Bon Jovi Fragen aus dem Publikum. Er sagte, This House Is Not for sale müsste nur noch abgemischt werden und sollte im September erscheinen. Die Vorabsingle God Bless This Mess sollte bereits ab Juli im Radiopremiere feiern. Zudem kündigte er eine US-Tournee für die Zeit Februar 2017 an.
Am 25. Mai 2016 teilte die Rockband online mit, dass das Album fertig sei. Billboard schrieb, dass da Album bei Island Records veröffentlicht werden wird, was die Rückkehr von Jon Bon Jovi zur Universal-Tochter und Mercury Records bedeute. Auf einem Foto aus dem Studio, das die Band mit der Meldung über das fertige Werk postete, trägt Jon Bon Jovi ein Mercury-T-Shirt. Neben den beiden Bon-Jovi-Gründungsmitgliedern Tico Torres (Schlagzeug) und David Bryan (Keyboard), sind darauf der Produzent John Shanks sowie Gitarrist Phil X und Bassist Hugh McDonald zu sehen. Im Gegensatz zu früheren Alben, bei denen die beiden Musiker teilweise ebenfalls zu hören waren, werden sie auf This House Is Not for Sale erstmals als offizielle Bandmitglieder geführt. Auf offiziellen Werbefotos für das Album sind sie ebenfalls erstmals zu sehen. Auch im Musikvideo, das zusammen mit dem Titeltrack am 12. August als erste Single veröffentlicht wurde, sind die beiden zu sehen. Mit der Veröffentlichung der Single kündigte die Band das Album für den 21. Oktober 2016 an.
Im Oktober bewarb die Band das Album mit vier Auftritten, auf denen es von Anfang bis Ende gespielt wurde:
- Am 1. im Count-Basie-Theater von Red Bank, New Jersey,
- am 10. im Londoner Palladium-Theater,
- am 17. im Queen-Elizabeth-Theater von Toronto sowie
- am 20. Oktober 2016 im Barrymore-Theater in New York City

Dazwischen traten Bon Jovi am 5. Oktober 2016 in der Ellen-DeGeneres-Show auf, wo deren Frontmann erneut ankündigte, dass von 8. Februar bis 22. März 2017[veraltet] eine zweimonatige US-Tour zum Album beginnen und jedes Ticket eine physische Kopie des Albums enthalten würde. Während dieser Sendung wurde mit dem 4. November das tatsächliche Releasedatum genannt. Die vierte und letzte Show im New Yorker Barrymore-Theater war der erste Auftritt der Band am Broadway. Der Auftritt wurde live vom Music-Streaming-Dienst Tidal übertragen, mit dem Bon Jovi während aller vier Auftritte zusammenarbeitete. Ebenfalls in Zusammenarbeit mit Tidal wurden Videos zu den restlichen Songs des Albums veröffentlicht. Der Auftritt im Londoner Palladium-Theater wurde am 16. Dezember 2016 unter dem Titel This House Is Not For Sale – Live from The London Palladium als CD und Download veröffentlicht.
Das Album wurde am 23. Februar 2018 um zwei neue Songs – When We Were Us und Walls – ergänzt veröffentlicht.

## Musikstil
Das Album entstand in einer Phase des Umbruchs innerhalb der Band. Der Weggang von Langzeit-Gitarrist Richie Sambora macht sich auf dem Album sowohl in musikalischer als auch textlicher Hinsicht bemerkbar. So ist Phil X zwar ein versierter Gitarrist, muss sich allerdings noch ins Bandgefüge einfinden. Tatsächlich wurde ein Großteil der sonst üblichen Gitarrenparts durch Synthesizer- und Keyboard-Klänge ersetzt, so dass das Album im Gesamten etwas poporientierter ausfällt als seine direkten Vorgänger. Dennoch ist es im typischen Bon-Jovi-Stil verfasst, was nicht zuletzt durch die glatte Produktion von John Shanks, der seit dem 2005er Album Have a Nice Day mit der Band arbeitet, bedingt ist. Ebenfalls sind die typischen Powerballaden auf dem Album vertreten. Der Weggang von Sambora macht sich aber auch textlich bemerkbar. So ist das Album ein klein wenig düsterer ausgefallen und die Texte klingen an manchen Stellen etwas verbittert.

## Cover-Artwork
Die Fotomontage, die auf dem Album-Cover des Albums zu sehen ist, wurde im Jahre 1982 vom Fotografen Jerry Uelsmann angefertigt. Das Bild zeigt ein Haus mit eingeschlagenen Scheiben, das auf einer Baumwurzel steht. Beide Aufnahmen wurden als Silbergelatine-Anzüge vergrößert und von Uelsmann anhand einer Zeichnung auf der Rückseite eines alten 11×14-Zoll-Abzugs ausgerichtet. Die Fotomontage wurde zuvor bereits in der Eröffnungssequenz der Fernsehserie Outer Limits – Die unbekannte Dimension (1995–2002) verwendet.

## Rezeption

### Erfolg
In der US-amerikanischen Heimat der Band gelangte das Album direkt auf Platz 1 der Billboard-Charts. Betrachtet man Burning Bridges nicht als reguläres Album, so war dies das vierte Bon-Jovi-Album in Folge, mit dem dies gelang. Gleichzeitig war es das vierte reguläre Album, das von John Shanks produziert wurde.

### Kritiken
| AllMusic        | [ 16 ] |
| The Guardian    | [ 17 ] |
| Rolling Stone   | [ 20 ] |
| The Independent | [ 18 ] |
| Laut.de         | [ 19 ] |

Die Kritiken für das Album waren gemischt und bewegten sich im unteren Mittelfeld, nur wenige Rezensenten zeigten sich von dem Album positiv angetan. Zu den positiven Stimmen zählt Günter Schneidewind von SWR1, der das Album als „ein rundum gelungenes Bon-Jovi-Album mit allen Tugenden der Band“ beschreibt. „Nichts wirklich Neues, aber fein und professionell eingespielt mit vielen autobiografischen Anspielungen aus dem Leben der Band und Jon Bon Jovis selbst.“ Ebenfalls eine positive Bilanz zieht Kristina Bischoff für NDR.de:

„Kein Zweifel: Bon Jovi machen da weiter, wo sie vorher auch nicht aufhören wollten. Für die Fans ein Segen. Und wer Ohrenbluten von ihrer Musik bekommt, braucht ja einfach nur nicht hinzuhören.“

Stephen Thomas Erlewine vergab bei Allmusic 3.5 von 5 Sternen. Das Album sei stark von Samboras Weggang beeinflusst und lässt Fröhlichkeit vermissen. Stattdessen seien Teile des Albums boshaft und man habe den Eindruck Jon Bon Jovi, der sich trotz allen Erfolges immer noch als Underdog fühlt, versuche die Trennung von seinem alten Weggefährten mit diesem Album zu verarbeiten. Dave Simpson vergab im The Guardian ebenfalls nur 3 von 5 Sternen. Ihm fehlt der Stadion-Rock vergangener Alben. Samboras charakteristische Gitarrenarbeit, die oft das Fundament zu Bon Jovis Songs gebildet haben, seien zum Teil durch Synthesizer- und Keyboard-Passagen ersetzt worden, die dadurch leider nicht so effektiv ankommen würden, wie man es von der Band erwarte. Dennoch habe das Album seine Stärken. Er hebt vor allem das Country-beeinflusste Scars on My Guitar hervor sowie Labor of Love, das ihn an Chris Isaaks Wicked Game erinnere. Birgit Fuß kommt in ihrem Review für die deutsche Ausgabe des Rolling Stone zum Ergebnis, dass es sich um ein typisches Bon-Jovi-Album ohne große Überraschungen handele.

„Bon Jovi malen schon lange nur noch nach Zahlen, aber das können sie so gut wie kaum eine andere Mainstream-Band. Schwer, nicht mitzusingen.“

Andy Gill vom The Independent schrieb dagegen einen Verriss und vergab 2 von 5 Punkten. Für ihn reiche Phil X’ Gitarrenspiel nicht an das von Sambora heran und die Band wäre auf dem Album weitestgehend ideenlos. Er vergleicht das Album mit Donald Trump: „Aufmerksamkeit suchend ohne allzu spezifisch zu werden“. Zu einem ähnlichen Fazit kommt Patrick Binder auf Laut.de. Er stellt sein Review unter die Überschrift „Belangloser Radio-Rock, wie eh und je“.

„So plätschert ‚This House Is Not For Sale‘ vor sich hin. Hier und da dezente Streicher und Keyboard, ab und zu die altbekannten ‚ooohs‘ und glattgebügelte Gitarrenriffs, zwischendurch noch eine Kuschelrock-Ballade wie ‚Labor Of Love‘ und ‚Scars On This Guitar‘. Auf der Ü40 Party in der Dorfdisko mögen Songs wie ‚Living With The Ghost‘ und ‚The Devil's In The Temple‘ vielleicht zünden, mit musikalischem Einfallsreichtum hat das jedoch nichts zu tun. (…) Als einziger Lichtblick bleibt nur noch, das halbwegs gelungene Artwork hervorzuheben, das ein Schwarz-Weiß-Foto von Jerry Uelsmann ziert. Das erweckt immerhin den Anschein, als halte man ein Album mit Substanz in den Händen.“

Auch David Hune vom SLAM alternative music magazine beschreibt das Album als „unter dem Strich belanglos“ und „enttäuschend“. Er vergab vier von zehn möglichen Punkten.

„Selten war der Begriff der Langeweile treffender und omnipräsenter als bei ‚This House Is Not For Sale‘. Ein Album, das selbst der große Richie Sambora nicht hätte retten können.“

Bon-Jovi-Biograph Bryan Reesman sagte in einem Interview mit Forbes zum Album, dass es sich die Präsenz von Richie Sambora wegen seiner Gefühlsbetontheit (soulfulness) wünsche.

## Titelliste
| #   | Titel                      | Songwriter                                 |      |
| --- | -------------------------- | ------------------------------------------ | ---- |
| 1.  | This House Is Not for Sale | Jon Bon Jovi • John Shanks • Billy Falcon  | 3:36 |
| 2.  | Living with the Ghost      | Bon Jovi                                   | 4:44 |
| 3.  | Knockout                   | Bon Jovi • Shanks                          | 3:29 |
| 4.  | Labor of Love              | Bon Jovi • Shanks • Falcon                 | 5:03 |
| 5.  | Born Again Tomorrow        | Bon Jovi • Shanks • Falcon                 | 3:33 |
| 6.  | Roller Coaster             | Bon Jovi • Chris DeStefano • Ashley Gorley | 3:40 |
| 7.  | New Year’s Day             | Bon Jovi • Falcon                          | 4:27 |
| 8.  | The Devil’s in the Temple  | Bon Jovi • Falcon                          | 3:19 |
| 9.  | Scars on This Guitar       | Bon Jovi • Brett James • Falcon            | 5:05 |
| 10. | God Bless This Mess        | Bon Jovi                                   | 3:23 |
| 11. | Reunion                    | Bon Jovi                                   | 4:14 |
| 12. | Come On Up to Our House    | Bon Jovi • Shanks                          | 4:12 |

| #   | Titel                 | Songwriter                     |      |
| --- | --------------------- | ------------------------------ | ---- |
| 13. | Real Love             | Bon Jovi • Falcon              | 4:34 |
| 14. | All Hail the King     | Bon Jovi • DeStefano • Gorley  | 4:54 |
| 15. | We Don’t Run          | Bon Jovi • Shanks              | 3:17 |
| 16. | I Will Drive You Home | Bon Jovi • Falcon • Luke Laird | 4:42 |
| 17. | Goodnight New York    | Bon Jovi • Shanks • Falcon     | 3:53 |

## Informationen zu einzelnen Songs
- Zu This House Is Not for Sale wurde Jon Bon Jovi inspiriert, als er die Fotomontage, die später zum Cover des Albums wurde, zufällig beim Blättern in einer Zeitschrift entdeckte, als er versuchte, sich auf die Songschreiberei für das Album zu konzentrieren:

„But when I saw this picture, this proud, old house, with these deep roots that was in disrepair, it hit me all at once. I said, 'I got it.' Now, I did have a house for sale so subliminally the title just came to me. But, the storyline, I equated it to where the band is or was at that time. And the first line of the song says, 'These four walls have got us a story to tell.' And that sets the tone, and it was the foundation for everything I was going to say.“

- Living With The Ghost handelt von Verlust. Kritiker, wie Chris Jordan von der Asbury Park Press und Andrew Purcell vom Sydney Morning Herald, sehen den Weggang von Richie Sambora als mögliches Thema des Songs.[29][30]

- Knockout schrieb Jon Bon Jovi aus der Sicht seines „inneren 18-jährigen“. Es habe viele Zweifler gegeben, die sich gefragt hatten, was er mit diesem Album tun werde und was die Zukunft der Band bringen würde. Diesen Nein-Sagern, sei er mit dieser energetischen Ballade entgegengetreten, in dem er sich zurück auf seine Jugend besinnt und ihnen angekündigte habe, dass jetzt ein Knaller folgt: „Here comes the boom, boom, boom. Here comes the knock out.“[28]

- Roller Coaster ist einer von zwei Songs des Albums, die von Beziehungen handeln. Jon Bon Jovi sagt, er sehr viel Unterstützung von seiner Ehefrau und seiner Familie erhalten. Dennoch sei es nie perfekt. Das Zusammenleben mit dem erotischen Sänger einer Rockband, sei für niemanden einfach, speziell nicht für seine Ehefrau. Daher sei das Leben eben kein Karussell, sondern eine Achterbahn („Life ain't a merry go round. It's a roller coaster.“).[28]

- Scars on This Guitar handelt nach eigenen Angaben vom schwierigen Verhältnis zwischen Jon Bon Jovi und seiner Gitarre in den letzten Jahren. Nach einem traumatischen Jahr 2013, das die Band größtenteils auf Tour verbracht hatte, sei die Gitarre im Jahr 2014 größtenteils unbenutzt in der Ecke gestanden. 2015 habe er wieder begonnen, sie anzuschauen und ihr zuzunicken, sie habe ihm jedoch den Stinkefinger gezeigt. Daraufhin habe er ihr einen Kuss zugehaucht, sie begrüßt und sie in die Arme geschlossen. Anschließend hätten sie sich unterhalten.[28]

- New Year’s Day handelt von Neuanfängen. Jon Bon Jovi hatte es als einen Walzer geschrieben, nachdem ihn Stings Musical The Last Ship inspiriert hatte. Als er das Stuck zu einer Probe mitbrachte, nannte Tico Torres ihn Popeye, sagte ihm, dass es so nicht funktionieren würde und stimmte einen anderen Rhythmus an, in den David Bryan, Hugh McDonald und John Shanks umgehend einstimmten.[30]

- Reunion (engl.: Klassentreffen) entstand, nachdem Jon Bon Jovi seinen Ehrendoktortitel der Rutgers University in Camden (New Jersey) erhalten hatte. Er habe darüber nachgedacht, was er den Absolventen auf den Weg mitgeben könnte, wenn er vor ihnen eine Rede halten müsste. Daraus entstand der Song, nach dessen Aufnahmen er mit der Band nach Camden zurückgekehrt sei, und einen Dokumentarfilm um den Song gedreht habe, der mehr geworden sei, als ein Musikvideo. Der Film handle vom Phönix, der aus Camden aufsteigt und von der Hoffnung, nicht nur der Absolventen, sondern der Einwohner, zu was die Stadt werden soll.[28]

- Der Bonustrack We Don’t Run war für Burning Bridges geschrieben und bereits darauf veröffentlicht worden. Er war bereits am 31. Juli 2015 zusammen mit Saturday Night Gave Me Sunday Morning als Doppel-Single veröffentlicht worden. Laut Jon Bon Jovi soll der Song auf die zukünftige Richtung der Band verweisen. Das Gitarrensolo stammt von John Shanks.[1]

- Die Songs When We Were Us und Walls wurden dem Album am 23. Februar 2018 zusätzlich hinzugefügt, woraufhin dieses re-released wurde.